# Прогнатизм
Прогнатизм (др.-грец. πρό «<рух> вперед» + γνάθος «щелепа») — антропологічний термін, що позначає один з типів профілювання обличчя людини; протиставлений ортогнатизму. Сильне виступання обличчя у вертикальній площині. Розрізняють загальний прогнатизм, для якого характерне виступання усього обличчя, та альвеолярний — виступання лише альвеолярної (зубної) частини верхньої щелепи. Альвеолірний прогнатизм найтиповіший для людей негроїдної раси, а також для південних монголоїдів. Ступінь розвитку прогнатизму беруть до уваги при визначенні антропологічних типів людини. Характерна риса неандертальців.